# Камелия Жордана
Камелия́ Жордана́ Алиуа́н (фр. Camélia Jordana Aliouane) больше известная как Камелия́ Жордана́ (фр. Camélia Jordana) род. 15 сентября 1992, Тулон, Франция) — французская певица и актриса

.

## Биография
Камелия Жордана родилась 15 сентября 1992 года в Тулоне. Отец Камелии имеет кабильское происхождение, а мать – алжирка, рождённая в Оране на северо-западе Алжира. У Камелии также есть старшая сестра и младший брат. Почти сразу после рождения Камелии ее семья переехала в Ла-Лонд-ле-Мор.
В 16 лет Камелия приняла участие в кастинге седьмого сезона музыкального шоу «Nouvelle Star», где во время прослушивания исполнила песню «What a Wonderful World» джазового музыканта Луи Армстронга. Благодаря своей необычной внешности и джазовому голосу, Камелия прошла кастинг. В результате Жордана прошла в финал и заняла третье место, после чего подписала контракт с лейблом Sony Music и выпустила свой первый альбом Camélia Jordana.
В первую неделю после выхода альбома Камелии было продано более 10 000 копий. В первый день трансляции на ITunes сингл «Non, non, non» с альбома занял третье место в чартах Франции, Бельгии и Швейцарии. Через восемь месяцев после выхода было продано более 110 тысяч копий альбома. В 2011 году Джордана получила номинацию на премию «Грэмми».
В 2012 году Камелия Жордана дебютировала как актриса в фильме Клемана Мишеля «Клод в помощь», в котором сыграла роль Мелани. В 2014 году актриса снялась в драме Паскаля Феррана «Люди и птицы», который был номинирован на «Золотую пальмовую ветвь» на Каннском международном кинофестивале. В этом же году Жордана выпустила свой второй альбом под названием Dans la peau.
В 2017 году Камелия Жордана снялась в комедийном фильме Со Абаде «Ищите женщину» и сыграла роль Нейли Салах в комедии Ивана Атталя «Блестяще», за которую была номинирована на получение кинопремии «Люмьер» 2018 года в категории Многообещающая актриса и получила премию «Сезар» 2018 года в аналогичной категории.